# 玉树虎耳草
玉树虎耳草（学名：Saxifraga yushuensis）为虎耳草科虎耳草属下的一个种。

## 扩展阅读
- 維基物種上的相關：玉树虎耳草